# كاريمانولا
كاريمانولا (بالإنجليزية: Carimañola)‏ هي فطائر لحم تقليدية من أمريكا الوسطى والجنوبية. تُحضَّر من عجينة اليوكا على شكل مستطيل وتُحشى بالجبن واللحم المفروم المتبل بالبهارات والدجاج المبشور، ثم تُقلى حتى تصبح ذهبية ومقرمشة. تشتهر هذه الفطائر في كل من كولومبيا وبنما.